# 上海市民艺术夜校
上海市民艺术夜校簡稱夜校，是上海市群众艺术馆于2016年推出的付費培训项目，主要在晚间为18-55岁人群提供文化艺术课程，每年春秋两季招生。截至2022年上海市民艺术夜校在上海全部16个区都有教學點。當年的上海市民艺术夜校是由上海市文化和旅游局负责，各区政府、上海市群众艺术馆配合舉辦。

## 歷史
2016年，上海市群众艺术馆延长开放服务时间，並推出市民艺术夜校。2021年，上海市民艺术夜校在上海市群众艺术馆之外，新增静安区、徐汇区、长宁区和虹口区4处分校。分校主要位於各区文化场馆。
2024年春季，上海市民艺术夜校當季開設680門課程，共计招收学员15000人。上課地點位於包括上海市群眾藝術館在內的251個教學點。其中浦东、虹口、宝山、黄浦、普陀、嘉定、奉贤、闵行、徐汇和长宁10个区內的所有街镇均有教學點。秋季班开设1125门课程，招收学员2.8万人。
2025年，首次推出市民日校課程。